# Andragathius
Andragathius (latinsky Andragathivs) (4. století – 388) byl magister equitum římského uzurpátora Magna Maxima. Jeho pozice u Maxima byla podobná pozici Arbogasta sloužícího pod Eugeniem. Podle Zósima pocházel Andragathius z okolí Černého moře.
V roce 383 pod vedením Magna Maxima v bitvě u Lutetie porazil císaře Gratiana, kterému se podařilo uniknout. Andragathius ho na příkaz Maxima pronásledoval a 25. srpna 383 nedaleko Lugduna dostihl a zavraždil. Před samotnou vraždou se Andragathius ukryl v lektice (římská nosítka), kterou nesli mezci. Svým strážcům nařídil, aby rozšířili zprávu o tom, že v lektice je nesena Gratianova manželka Laeta.
Na příkaz Maxima pronásledoval i Valentinianovu matku Justinu, která s dětmi prchala přes Jónské moře pod ochranu východořímského císaře Theodosia. Andragathius ji nedokázal najít, přestože měl k dispozici řadu rychlých lodí, které vyslal do všech směrů. Justině a jejím společníkům se podařilo uniknout do Soluně a tak Andragathius soustředil svá plavidla na přilehlé pobřeží, v očekávání protiútoku císaře Theodosia.
Po porážce Magna Maxima v bitvě u Sávy v roce 388 spáchal sebevraždu skokem do moře.